# Villa Gückelsberg

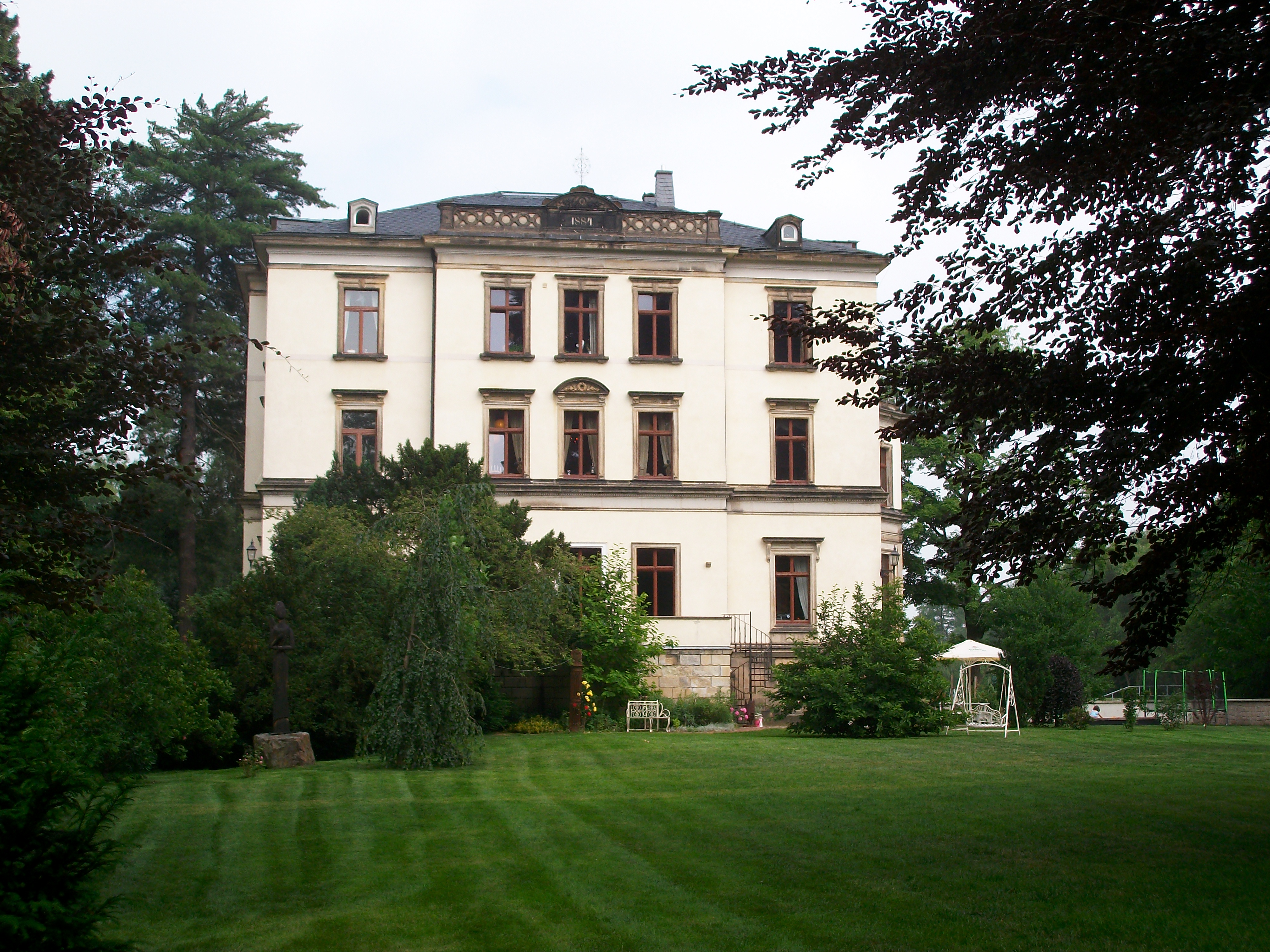
Villa Gückelsberg

Die Villa Gückelsberg  steht im Gemeindeteil Gückelsberg  der Großen Kreisstadt Flöha im sächsischen Landkreis Mittelsachsen. Sie wurde im Jahre 1869 im Stil des Historismus erbaut.
Die Villa diente als Residenz für die Besitzer der dortigen Baumwollspinnerei. Sie verfügt über eine große Parkanlage und wird heute für Hochzeitsfeierlichkeiten und Veranstaltungen wie Flöha liest genutzt. 